# زرونی ماسحیان
زرونی ماسحیان معروف به ابراهیم زرگرباشی در سال ۱۸۱۱ میلادی (۱۱۹۰ خورشیدی) به دنیا آمد. وی به مدت ۵۰ سال به عنوان طلاساز و نگینساز کاخ فعالیت کرد و نشان‌های لیاقت بسیاری دریافت نموده‌است.

مهم‌ترین اثر وی کره جواهرنشان می‌باشد که به دستور ناصرالدین‌شاه قاجار در سال ۱۸۷۵م (۱۲۵۴خ. / ۱۲۹۱ ه.) به همراه گروهی از استادان فن ساخته شده‌است. وزن خالص طلای به کار رفته در این کره ۳۴ کیلوگرم و وزن جواهرات آن ۳۶۵۶ گرم است. این کره در حال حاضر در موزه جواهرات ملی ایران قرار دارد.
هوهانس خان ماسحیان (مساعدالسطنه) پسر او سیاستمداری معروف و همچنین مترجم بی‌رقیب آثار ویلیام شکسپیر به زبان ارمنی و زبان فارسی بوده‌است.